# Љубав и чудовишта
Љубав и чудовишта (енгл. Love and Monsters) амерички је авантуристички филм из 2020. године, редитеља Мајкла Метјуза, чији су продуценти Шон Ливи и Ден Коен. Главне улоге играју Дилан О’Брајен, Џесика Хенвик, Ден Јуинг, Мајкл Рукер и Аријана Гринблат.
Развој је почео 2012. године, али се пројекат одуговлачио неколико година, док се у октобру 2018. О’Брајен, а затим Метјуз, нису придружили филму. Остатак глумачке екипе придружио се у наредних неколико месеци, а снимање је трајало у Аустралији од марта до маја 2019. године.
Филм је првобитно требало да добије широко објављивање у биоскопима у фебруару 2020. године, дистрибутера Paramount Pictures-а. Због пандемије ковида 19, студио је одлучио да филм објави 16. октобра 2020. дигитално путем видеа на захтев и у одабраним биоскопима. Филм је дигитално објављен 14. априла 2020. године у Србији, дистрибутера Netflix-a. Филм је добио углавном позитивне критике критичара. На 93. додели Оскара, филм је био номинован за најбоље визуелне ефекте, али је изгубио од филма Тенет.

## Радња
Уништење астероида који је кренуо ка Земљи ослобађа хемијске остатке, узрокујући да хладнокрвне животиње мутирају у велика чудовишта и убију већину човечанства. Током евакуације из Ферфилда, Џоел Досон је одвојен од своје девојке Ејми, али обећава да ће је пронаћи, непосредно пре него што му родитељи буду убијени.
Седам година касније, Џоел живи у једном од многих бункера под земљом званим „колоније”, где су сви преживели, али су се романтично упарили једно са другим док се боре против чудовишта и траже залихе. Џоел је уместо тога остављен у кухињи, јер се заледи у опасним ситуацијама. Када џиновски мрав пробије његову колонију, убивши Конора, Џоел креће у потрагу да се поново уједини са Ејми како не би завршио сам.
Пролазећи кроз предграђе, Џоела напада огромно чудовиште крастача, али га спасава пас луталица по имену „Мали”, који прати Џоела на његовом путовању, упозоравајући га на отровне бобице и друге опасности. Џоел упада у гнездо црва-чудовишта званих „Пескоједи”, када га двоје преживелих, Клајд Датон и Миноу, спасавају. Они иду на север ка планинама, где због хладнијег времена и више надморске висине живи мање чудовишта. Уче Џоела неким основним вештинама преживљавања, и да нису сва чудовишта непријатељски настројена, показујући како „увек можеш видети по њиховим очима”. Позивају Џоела да остане са њима, али он инсистира да мора да пронађе Ејми. Док се разилазе, Клајд даје Џоелу гранату.
Настављајући ка западу, Мали бива заробљен од стране џиновског чудовишта стонога. Џоел се заледи, али на крају спасава Малог својим самострелом. Склонивши се у напуштеном мотелу, упознају робота по имену Mav1s. Пре него што јој се батерија испразни, Mav1s напаја Џоелов радио довољно дуго да накратко контактира Ејми. Остали преживели су стигли до њене колоније, обећавајући да ће их одвести на сигурно. Следећег дана Џоела и Малог напада матица Пескоједа. Они се крију, али Мали лаје, одајући свој положај. Џоел убија матицу гранатом. Виче на Малог јер их је довео у опасност, због чега је Мали побегао. Након што је препливао бару, Џоел је прекривен отровним пијавицама и халуцинира, али је спашен пре него што се сруши.
Џоел се буди и коначно види Ејми. Она води колонију старијих преживелих на плажи, а они зависе од ње. Он је представљен преживелима, Капу и његовом посадом. Док сви славе свој скори одлазак, Ејми признаје да јој је драго што види Џоела, али је постала друга особа и још увек оплакује некога. Џоел одлучује да се врати у своју колонију, контактирајући их преко радија и сазнајући да је постало несигурно и да и они морају да оду. Кап шаље Џоелу бобице, које он препознаје да су отровне. Схвативши да Капу не треба веровати, он жури да упозори Ејми, али пада у несвест.
Џоел, Ејми и остатак њене колоније се буде везани на плажи. Кап открива да је његова група ту да украде залихе и да њихову јахту вуче чудовиште крабе које контролише електрифицирани ланац. Кап поставља рака да се храни колонистима, али Џоел и Ејми беже и успеју да се боре за своје животе, а Мали се враћа да помогне. Џоел има прилику да убије рака, али схвата да није непријатељски настројен гледајући га у очи, и пуца у ланац, ослобађајући га. Рак оставља Џоела неповређеног и уместо тога убија Капа и његову посаду, потапајући јахту у том процесу.
Џоел препоручује Ејми и њеној колонији да крену на север. Они се љубе за растанак, а Ејми обећава да ће га пронаћи. Џоел се враћа све до своје колоније, а и они одлучују да крену у планине. На радију, Џоел инспирише друге колоније да изађу на површину. Док сви крећу на север, Клајд и Миноу, који су већ у планинама, питају се да ли ће Џоел преживети следеће путовање.

## Улоге
| Глумац           | Улога         |
| ---------------- | ------------- |
| Дилан О’Брајен   | Џоел Досон    |
| Херо             | Мали          |
| Доџ              | Мали          |
| Џесика Хенвик    | Ејми          |
| Мајкл Рукер      | Клајд Датон   |
| Ден Јуинг        | Кап           |
| Аријана Гринблат | Миноу         |
| Елен Холман      | Дејна         |
| Тре Хејл         | Роко          |
| Пачаро Мзембе    | Реј           |
| Сани Прити       | Карен         |
| Амали Голден     | Ејва          |
| Те Кохе Тухака   | Тим           |
| Тасним Рок       | Ана Лусија    |
| Томас Кембел     | Андерсон      |
| Мелани Занети    | Кала          |
| Мелани Занети    | (глас)        |
| Брус Спенс       | „Стари Пит”   |
| Хејзел Филипс    | Џенис         |
| Дони Бакстер     | Паркер        |
| Ендру Бјукенан   | Џоелов отац   |
| Танди Рајт       | Џоелова мајка |